# 父辈的旗帜 (电影)
《父辈的旗帜》是一部2006年公映的美国战争电影，由克林特·伊斯特伍德执导，斯蒂芬·斯皮尔伯格监制，內容以自詹姆斯·布拉德利和朗·鮑威斯（Ron Powers）撰寫的同名畅销书為基礎，故事主題是敘述代表硫磺島戰役的知名攝影作品《硫磺島升旗》的背景始末。
克林特·伊斯特伍德於同年還導演了《來自硫磺島的信》（2006年），該片一樣由斯蒂芬·斯皮尔伯格監製，同年上映；不同的是，有別於以美軍觀點敘述戰役過程的《硫磺島的英雄們》，《來自硫磺島的信》是以日軍角度看待這場戰役，兩套電影共同組成電影二部曲「硫磺島計劃」。

## 劇情

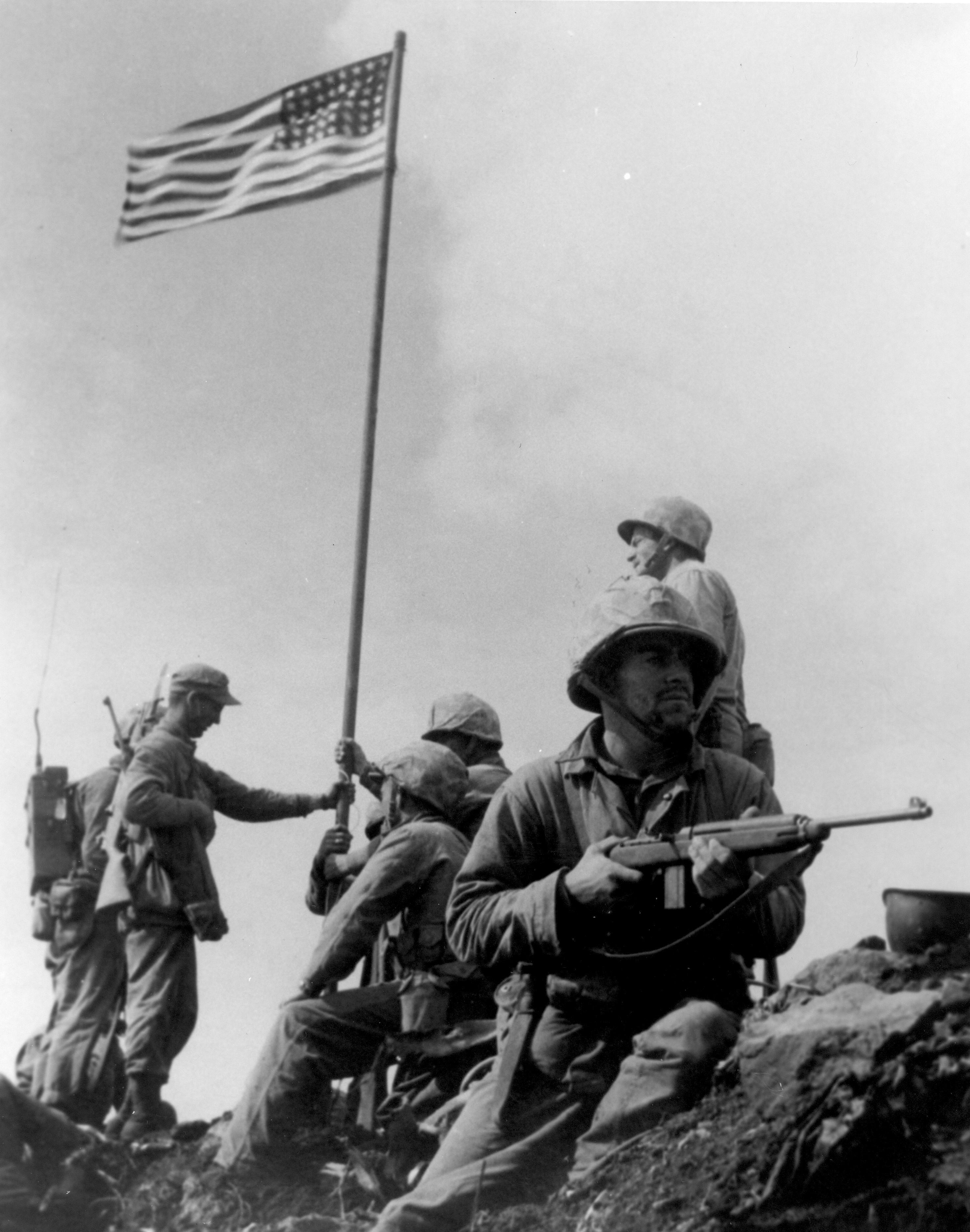
Lowrey的照片，亦是第一面在硫磺島上豎立的美國國旗

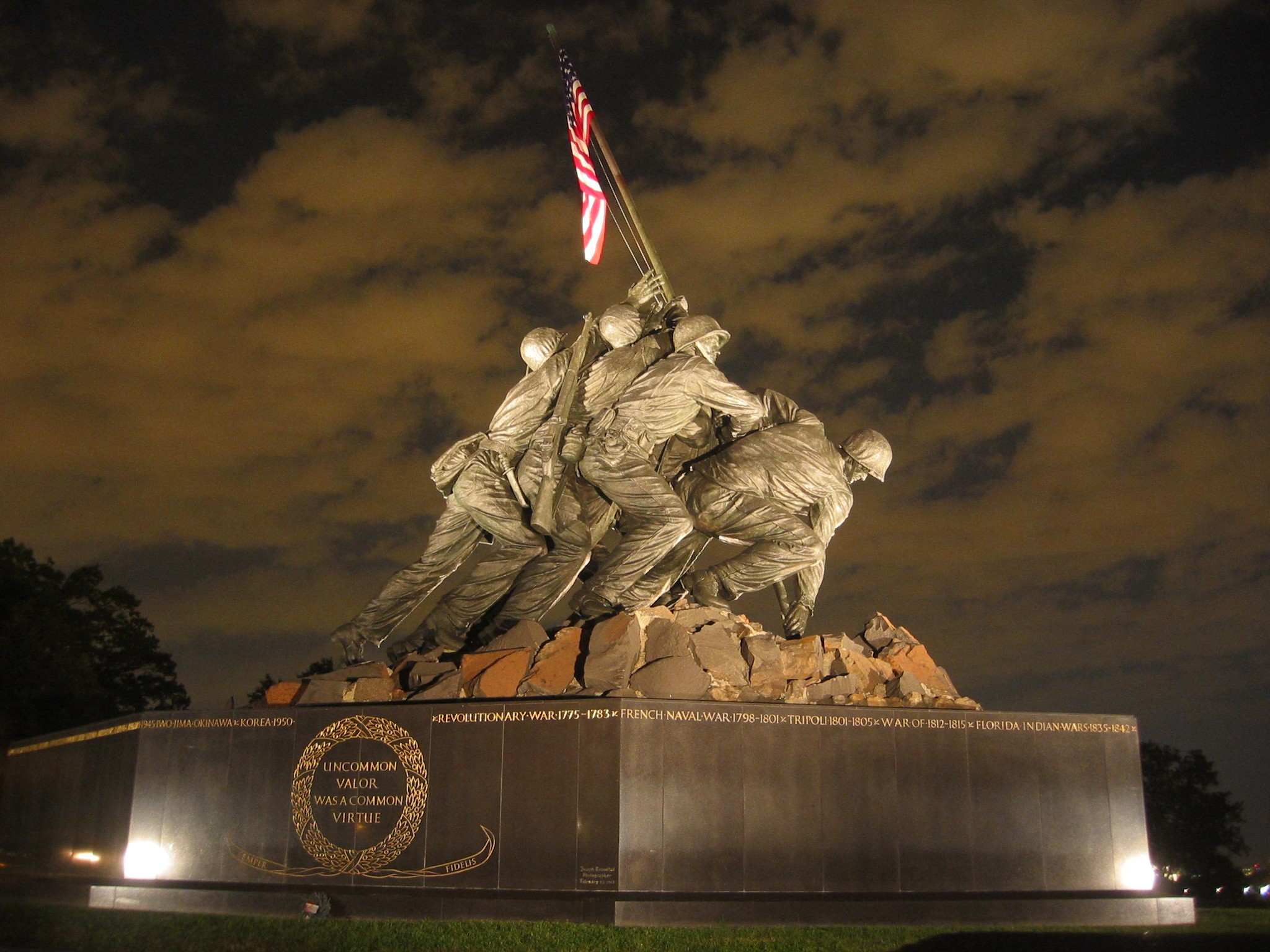
美國海軍陸戰隊戰爭紀念碑雕塑

1945年美軍在攻佔硫磺島時，遭到日軍激烈抵抗，双方均损失惨重。经过历时一个月的殊死争夺，美軍終於將美國国旗插在島上的最高点。美联社当即拍下插旗照片，18小时后傳回國內，将原本已厌倦战争的美國社會重新点燃希望的火焰。但六位插旗的戰士只剩下三人存活，他們被送回國內，到处推销战争债券以筹集资金。所到之處均被认为是战斗英雄，而受到熱情擁戴。民众們爭相與這三位战斗英雄合影，但三人明白，其實真正的英雄大多数早已死在战场上。一次又一次的战场回憶，讓他們经受一次又一次的心靈的折磨。他们真希望还能够跟那些在战斗中牺牲的战友在一起，希望可怕的战争永远不再重来。

## 演员

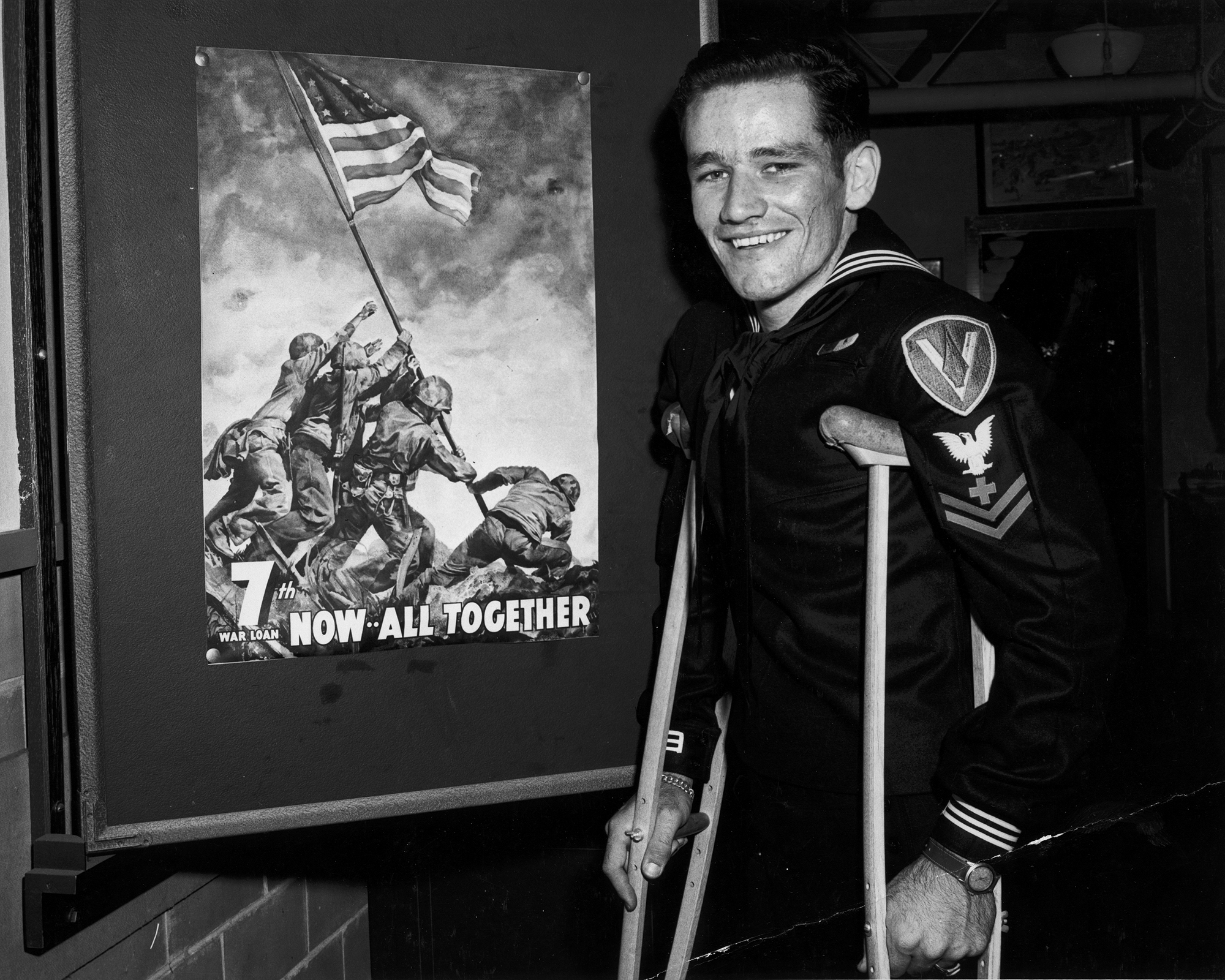
約翰·布拉德利，站在一幅向人们宣传购买军券的海报旁。当时他由于在一次战斗中被弹片击中而受伤，暂时需要拐杖。

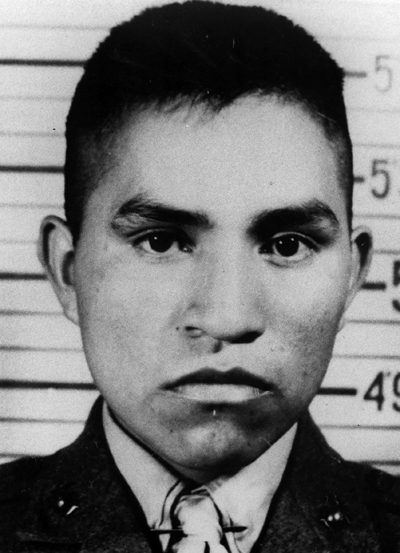
1946年末，艾拉·海耶斯打破沉默，指出哈倫·布洛克被误认为亨利·奧利佛·漢森。

| 演员                                          | 饰演                                                                    |
| --------------------------------------------- | ----------------------------------------------------------------------- |
| 雷恩·菲利普                                   | 二级药剂师約翰·布拉德利，绰号“医生”（PhM2. John "Doc" Bradley）         |
| 傑西·布拉福德                                 | 一等兵雷內·加儂（Pfc. Rene Gagnon）                                     |
| 亞當·比奇                                     | 一等兵艾拉·海耶斯（Pfc. Ira Hayes）                                     |
| 约翰·本杰明·西基                              | 凯斯·比驰（Keyes Beech）                                                |
| 约翰·斯莱特利                                 | 巴德·戈博（Bud Gerber）                                                 |
| 巴里·佩珀                                     | 中士邁可·史達蘭克（Sgt. Michael Strank）                                |
| 杰米·贝尔                                     | 一等兵拉爾夫·伊格納托夫斯基，绰号“伊奇”（Pfc. Ralph "Iggy" Ignatowski） |
| 保罗·沃克                                     | 中士亨利·奧利佛·漢森（Sgt. Henry "Hank" Hansen）                        |
| 罗伯特·帕特里克                               | 上校钱德勒·约翰逊（Col. Chandler Johnson）                              |
| 尼尔·麦克唐纳                                 | 上尉戴夫·塞弗倫斯（Capt. Dave Severance）                               |
| 梅兰妮·林斯基                                 | 波琳·乔治特·哈诺伊斯 （Pauline Georgette Harnois）                      |
| 湯瑪士·麦卡锡                                 | 詹姆斯·布拉德利                                                         |
| 克里斯·鲍尔                                   | 司令亚历山大·范德格里夫特（Commandant Alexander Vandegrift）            |
| 朱迪思·艾伊（Judith Ivey）                    | 百丽·布拉克（Belle Block）                                              |
| 玛瑞·特雷（Myra Turley）                      | 麦德林·艾维利（Madeline Evelley）                                       |
| 约瑟夫·克罗斯                                 | 一等兵富蘭克林·蘇斯利（Pfc. Franklin Sousley）                          |
| 本傑明·沃克                                   | 下士哈倫·布洛克（Cpl. Harlon Block）                                    |
| 亚历山卓·玛斯托布诺（Alessandro Mastrobuono） | 下士查尔斯·W·林德伯格（Cpl. Charles W. Lindberg）                       |
| 斯科特·里夫斯                                 | 士兵羅伯托·隆德福特（Private Roberto Lundsford）                        |
| 斯塔克·桑德斯                                 | 沃尔特·盖斯特（Walter Gust）                                            |
| 大衛·派屈克·凱利                              | 哈瑞·S·杜魯門                                                           |
| 乔治·格里扎德                                 | （老年）约翰·布拉德利（Older John Bradley）                             |
| 哈威·普雷斯内尔                               | （老年）戴夫·塞沃兰斯（Older Dave Severance）                           |

## 製作
本片於2005年8月8日開拍。

## 荣誉和票房
- 这个电影获得知名评价网站“烂番茄”73%的正面评价（184的评价中的134个正面）[4]

- 这个电影获得“国家评论协会”十大最佳电影
- 克林特·伊斯特伍德获得金球奖最佳导演提名
- 这个电影获得两项奥斯卡奖提名：“最佳混音奖”和“最佳音效剪辑奖”
- 著名电影评论家理查德·罗帕说：“ 克林特·伊斯特伍德的“《父辈的旗帜》”同奥斯卡获奖影片《不可饶恕》和《百万宝贝》一样是美国人的杰作。这部强大的惊心动魄的创作让76岁高龄的艺术家保持事业巅峰的状态”，“这是一部纪念太平洋战争的爱国主义影片，它之所以是一部爱国主义影片，是因为它质疑官方版本的真相，提醒我们：超级英雄只存在于漫画书和卡通电影中。”[5]

- 尽管这部电影获得了很高的评价，但是票房成绩的确不好，它的全球票房仅有65,900,249美元，而他的预算就达到了90,000,000美元。[1]

## 批评
这部电影被认为特意忽略了二战中黑人士兵的贡献而受到批评。2008年戛纳电影节，电影《圣安娜奇迹》的黑人导演史派克·李批评伊斯特伍德在电影中并没有描绘黑人海军士兵。伊斯特伍德回应说：“这部电影必须遵守历史的真实记载，在硫磺岛上升起的国旗的六名士兵当中的确一名黑人士兵也没有。而且在二战之中美国黑人士兵和白人士兵是分开行动的。”事实上，黑人海军士兵确实已经出现在电影开始登陆的场景之中。在影片结尾的鸣谢段里面展示的历史照片也可以看到黑人士兵。虽然在硫磺岛战役里面有黑人士兵的参与，但是他们的角色受到限制而只能参与辅助工作，他们不能参加正面攻击任务，只能从事防御工作。

## 媒体光盘的发行
- 2007年2月6日，DVD版本由派拉蒙娱乐公司在美国发行。这个版本并不包括任何特色的剪辑。
- 2007年5月22日，双碟装特别版本DVD在美国发行，同时还有HD-DVD和蓝光格式的光碟发行。